# Die unheilbringende Zauberkrone
Die unheilbringende Zauberkrone oder König ohne Reich, Held ohne Mut, Schönheit ohne Jugend ist ein original tragisch komisches Zauberspiel in zwei Aufzügen von Ferdinand Raimund. Die Uraufführung fand am 4. Dezember 1829 als Benefizveranstaltung für den Dichter im Theater in der Leopoldstadt statt.

## Inhalt
Phalarius verweigert sich dem Spruch der Tempeldiener, dass nicht er trotz seiner Kriegstriumphe, sondern der friedfertige Kreon die Krone von Agrigent tragen werde. Hades erscheint und bietet ihm eine Zauberkrone an, mit der er alles beherrschen könne. Phalarius will mit ihrer Hilfe Kreon töten und Agrigent unterjochen. Lucina, die Schutzgöttin von Agrigent, kann Kreon retten, aber den Vernichtungsplan des Hades, der Phalarius nur als Mittel zum Zweck benutzt, nicht verhindern. Die Furien, die ihn aufhalten könnten, sperrt Hades in ihrer Höhle ein und will sie erst freigeben, wenn Lucina folgende drei Dinge bringen kann: die Krone eines Königs, der noch nie ein Reich besessen hat, den Lorbeerkranz eines Helden, der trotz Feigheit eine Heldentat vollbracht hat und ein Diadem, das eine alte Frau als Preis ihrer Schönheit erhalten hat.
„Bring' sie zum Opfer hier, dann schmelzen jene Siegel,
Die Pforte donnert auf, gesprengt sind ihre Riegel, […]“ (Erster Aufzug, siebente Szene)
Der schuldengeplagte und ängstliche Schneider Simplicius Zitternadel räsoniert über seinen Untermieter, den arme Dichter Ewald, der ihm die Miete schuldig ist:
„Ist ein Schmied, ein Reimschmied, schreibt jetzt gar ein Theaterstuck. Auf die Letzt bringt er mich noch in ein Stuck hinein, denn ich hör', jetzt können s' gar kein Stuck mehr aufführen, wo s' nicht was von ein' Schneider drin haben, und er gar, er schreibt eins, das heißt ‚Die getrennten Brüder‘, das wird doch aufs z'sam'nahn [zusammennähen] hinausgehen.“ (Erster Aufzug, neunte Szene)
Diese beiden sollen Lucina bei der Erfüllung der Bedingungen von Hades helfen. Ewald begibt sich in ihrem Auftrag nach Massana, um den todkranken König zu retten und dafür die Königskrone zu erhalten. Simplicius soll ihn unterstützen, was diesen sehr erstaunt:
„Ich soll ein Land erretten? Ich kann mir's gar nicht anders vorstellen, als daß das Land durch Unruhen zerrissen ist, und ich muß's zusammenflicken.“ (Erster Aufzug, fünfzehnte Szene)
Massana versinkt im Unglück, aber Simplicius schäkert unverdrossen mit Arete, die ihn stolz abweist. Ewald erlöst den König Heraklius mit Hilfe seiner Zauberfackel von seinen Qualen und erhält dafür die Krone. Doch in diesem Moment stürzen Massanas Mauern endgültig zusammen und Ewald ist nun tatsächlich ein König, der nie ein Reich besessen hat.
Lucina bringt Ewald nach Kallidalos, wo die Wahl zum schönsten Mädchen stattfindet, und er verliebt sich dort sogleich in die schöne Atritia. Um sie für sich zu gewinnen, verzaubert er die Zuseher, damit Atritias hässliche alte Muhme Aloe die Schönheitskonkurrenz gewinnen kann. Inzwischen wurde Simplicius zu einem See geführt, dessen verwunschenes Wasser für kurze Zeit stark und furchtlos macht. Nach einem Schluck davon zum Helden geworden, kann er einen wilden Eber erlegen, der die Stadt bedrohte:
„Ich erseh' ihn kaum, so faßt mich eine Wut, ich stürz' mich auf ihn los und stich ihn auf der unrechten Seiten hinein und auf der rechten wieder heraus.“ (Zweiter Aufzug, siebzehnte Szene)
Er wird zwar nach seinem Sieg sofort wieder zum Feigling, aber erhält den Lorbeerkranz eines Helden, der trotz Feigheit eine Heldentat vollbracht hat. Da die alte Aloe beim Wettbewerb das Diadem als Preis für ihre Schönheit errang, hat Lucina alle drei Bedingungen erfüllt. Nun kann sie die drei wieder freien Furien um Hilfe bitten, die von Phalarius sofort die Krone des Hades zurückfordern:
„Vergeh! Vergeh! Vergeh!
Der Mond, der Mond, er schien zur rechten Stunde,
Ihr Sünder bebt, die Rache hält die Runde.“ (Zweiter Aufzug, neunundzwanzigste Szene)
So kann Kreon wieder den Thron besteigen und seinem Land den Frieden bringen. Ewald vermählt sich mit Atritia und erhält ein hohes Hofamt, Simplicius wird von Kreon mit tausend Goldstücken belohnt:
„Jetzt richt' ich mir eine Schneiderwerkstatt auf und heirat' die Göttin, das wird ein himmlisches Leben werden.“ (Zweiter Aufzug, einunddreißigste Szene)

## Werksgeschichte

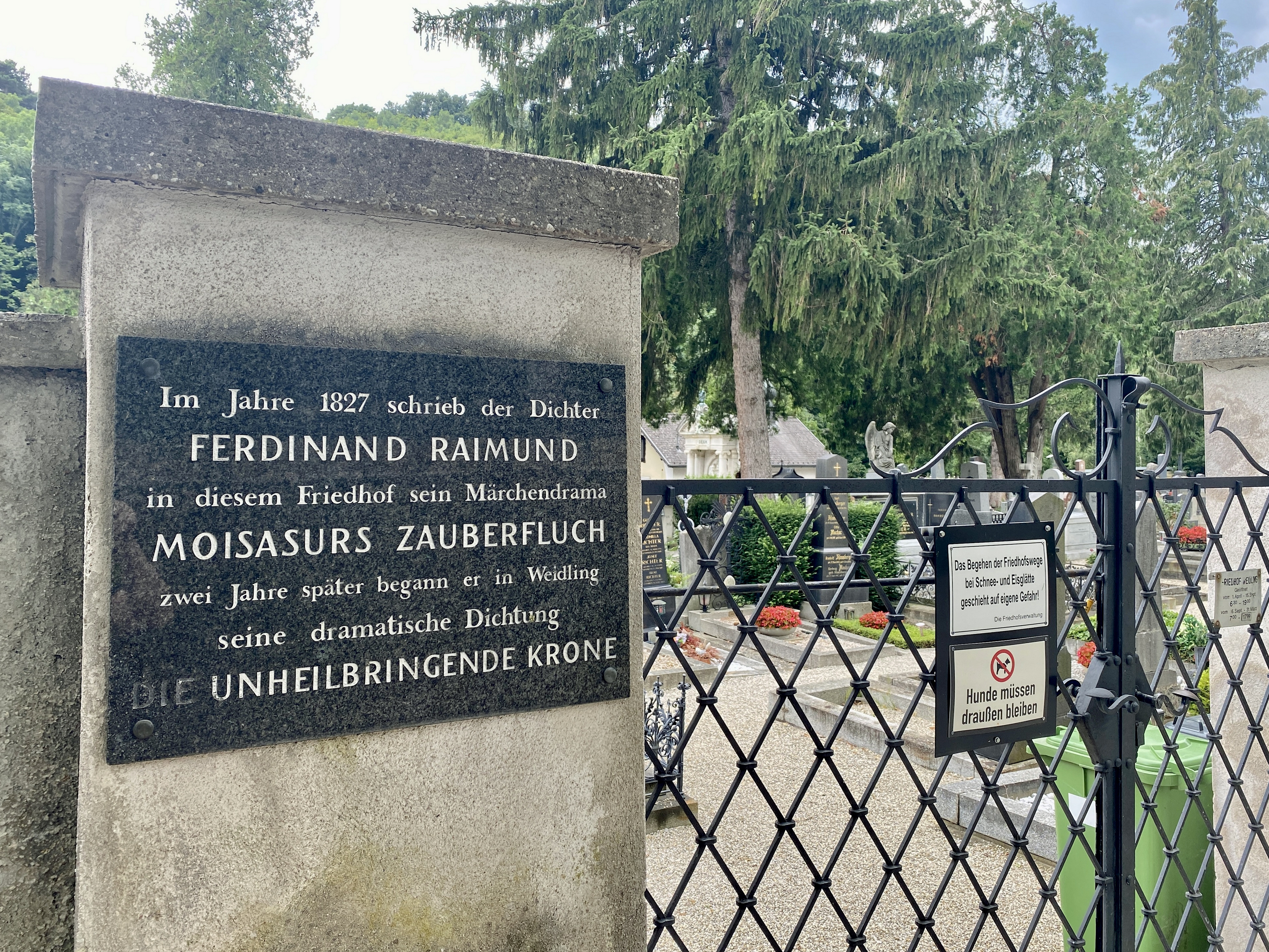
Gedenktafel zu Die unheilbringende Zauberkrone und Moisasurs Zauberfluch auf dem Weidlinger Friedhof

Die unheilbringende Zauberkrone war Raimund siebentes dramatisches Werk, das thematisch an Moisasurs Zauberfluch anschloss. Es wurde am 25. August 1829 in Weidling am Bache begonnen, auf der Ruine im Brühl fortgesetzt und am 2. Oktober „zu Hause in der Klause“ fertiggestellt. Der Titel des ersten Konzepts lautete noch Die glühenden Korne. Als Hinweis darauf, dass es keine literarische Vorlage dafür gab, nannte Raimund das Stück ein „Original“-Zauberspiel.
Dieser letzte Versuch, ein ernstes Werk zu schaffen, schlug diesmal besonders fehl. Das Publikum war nicht in der Lage, das höchst verwickelte Geschehen um das Duell Hades-Lucina verfolgen zu können und die Verbindung der Phalarius-Tragödie mit der Kreon-Komödie zu verstehen. Seine Neugier auf die Erfüllung der dreifachen Bedingungen des Hades wurde enttäuscht, da Raimund selbst offenbar damit überfordert war und sich in Spitzfindigkeiten zur Lösung der Aufgaben flüchten musste. Auch glitt der Text ungewollt immer dann ins komische ab, wenn es vornehmes Pathos darzustellen beabsichtigte. Lediglich die komischen Hanswurstszenen – als „Rüpelszenen“ im Shakespeareschen Sinne gedacht – um und mit Simplizius Zitternadel waren bei den Zusehern erfolgreich, doch blieben sie letztlich Fremdkörper im „klassischen“ Stück.
Obwohl Phalarius' unmäßiger Ehrgeiz der Auslöser der Handlung ist, tritt der Feldherr selbst im Stück gegen die überirdischen Mächte weit zurück, ebenso wie sein Gegenspieler Kreon, der in einer Kritik der Uraufführung beschrieben wird: „Er erscheint nur in zwei Auftritten, und da nur, um wieder abzugehen.“ So sind vom Dichter die beiden vorgeblichen Haupt- zu Nebenfiguren gemacht worden, zu Gunsten der Allegorien. Hades ist bei Raimund nur teilweise dem antiken Gott nachempfunden, mehr als „Inkarnation widersittlicher Kräfte“ (nach Otto Rommel). In diesem Sinne ist Phalarius seiner menschliche Komplementärgestalt, dieser wiederum hat ein Ebenbild in Simplizius Zitternadel, und zwar in der einen Szene, wo der Schneider sich als vulgärer Kraftprotz geriert. Das historische Vorbild des Phalerius ist Phalaris von Akragas mit seiner grausamen Herrschaft über Agrigent, die er laut Aristoteles ebenfalls durch das Amt eines Feldherrn errungen hatte.
Die Erfüllung der komplizierten Bedingungen, der eigentliche Angelpunkt des Stückes, wird auf unwahrscheinliche, jeder Logik widersprechenden Art gelöst, die zudem noch mit großem Ernst und Pathos vorgeführt ist. Eine Parodie der barocken Formensprache hat der Dichter streng vermieden, den Misserfolg begründete er selbst damit, die Darsteller hätten ihm die ernsten und poetischen Szenen verdorben. Eduard von Bauernfeld (1802–1890) schrieb, im Parterre sei während dieser Szenen stets leise gekichert worden.
Ein Theaterzettel der zwölften Aufführung vom 14. Jänner 1830 ist erhalten: Raimund spielte den Simplizius Zitternadel, Franz Tomaselli den Weinhändler Riegelsam, Elise Zöllner die Aloe. Die zwanzigjährige Dlle. Zöllner in der Rolle einer Sechzigjährigen war bewusst gewählt und die sehr hübsche Schauspielerin auf alt hergerichtet worden, um dann die Verwandlung in eine beim Wettbewerb siegreiche Schönheit überzeugender zeigen zu können.
1830 schrieb Josef Kilian Schickh für das Theater an der Wien die wenig erfolgreiche Parodie Die goldpapierene Zauberkrone oder: Nichts ist unmöglich, auf dieses Stück.

## Spätere Interpretationen
Nach Rudolf Fürst war Raimund bei seinem letzten Griff nach dem „Kranz des Tragischen“ neuerlich aus eigener Schuld gescheitert. Denn diesmal wäre der Plan des Stückes noch verworrener, die Symbolistik noch undurchschaubarer, der Stil noch mehr verfehlt worden. Dieser letzte Versuch des Dichters, im stilisierten Stil zu schreiben, sei auch für ihn selbst eine „unheilbringende Krone“ geworden. Eine Mischung aus „Wienerisch-Hochdeutsch, der Rattenkönig von Knittel- und Streckversen, von falschen Betonungen und verrenkten Wortformen“ sei dem Stück zum Verhängnis geworden.
Kurt Kahl sieht dort die größte Wirkung auf das Publikum, wo es – „den unwahrscheinlichen Geistermechanismus hinter dem Ganzen vergessend“ – am Geschick der menschlichen Figuren direkt teilnehmen konnte. Trotz seines großen Erfolges als Volksdichter wollte Raimund unbedingt aus dieser Schablone ausbrechen, Calderón und Shakespeare nacheifern, und deklamiere deshalb in diesem Werk Allegorien in schlechten Versen. Das Stück sei:
„ein vielfältiges Weltanschauungsdrama, die Tragödie übermäßigen Ehrgeizes, selbst allzu ehrgeizig entworfen und um literarisches Renommee bemüht. […] Der weitaus größere Rest schwankt zwischen Poesie und Posse.“
Franz Hadamowsky meint ähnlich wie Fürst, Die unheilbringende Zauberkrone sei zwar eine großartig angelegte Allegorie auf den Kampf zwischen Gut und Böse, jedoch noch verworrener im Aufbau als Moisasurs Zauberfluch. Es müssten darin nicht zwei, sondern drei parallel laufende Bedingungen erfüllt werden, um den Fluch zu lösen. Wie Phalarius in seiner Hybris sei alles maßlos gezeichnet, die Überfülle der Handlung verwirre das überforderte Publikum – der Misserfolg sei deshalb auch der größte in Raimunds Schaffen geworden.
Bei Hein/Mayer wird festgestellt, der Grund für die ablehnende Haltung von Publikum und zeitgenössischer Kritik sei die klischeehafte, gekünstelte Sprache, mangelnde Einheit, passe nicht in das Alt-Wiener Volkstheater und verweigere sich den Interessen seines Vorstadt-Publikums.